# Панкратьев, Игорь Панкратьевич
И́горь Панкра́тьевич Панкра́тьев (лит. Igoris Pankratjevas; 9 августа 1964, Каунас, Литовская ССР, СССР) — советский и литовский футболист, тренер. Мастер спорта СССР (1983), мастер спорта СССР международного класса (1987).

## Биография
С 1982 года играл за клуб «Жальгирис» Вильнюс. Вместе с командой поднялся из первой лиги в высшую, завоевал бронзовые медали чемпионата СССР.
В начале 1990 уехал играть в Германию, выступал за немецкие клубы «Вестфалия» и «Гессен-Кассель». Со 2-го круга чемпионата СССР 1991 года играл за «Динамо» (Москва). По собственному признанию игрока, он не сумел выдержать нагрузки, предложенные в новой команде, и вскоре покинул «Динамо».
В 1992 некоторое время провел в Литве, а затем перешёл в «Динамо» (Киев). Контракт заключил на полгода, выступал на позиции переднего центрального защитника.
В 1994—1998 выступал за украинские клубы, после чего принял решение о завершении карьеры игрока.
Играл за сборную Литвы — 4 матча.
В 1999—2003 тренировал клуб «Инкарас».
Перед началом сезона 2005 года возглавил «Атлантас», но в конце июня неожиданно покинул клуб. В августе принял «Каунас» и завоевал с ним Кубок Литвы, однако перед последним туром первенства написал заявление об уходе.
В 2006 возглавлял «Жальгирис». Затем — молодёжную сборную Литвы.
В 2008 возглавлял клуб «Судува», но больших успехов не добился.
В 2017—2018 г. возглавлял клайпедский «Атлантас».

## Достижения
игрок
- Чемпион Украины: 1992/93
- Серебряный призёр чемпионата Украины: 1992
- Бронзовый призёр чемпионата СССР: 1987
- Чемпион Универсиады 1987
- Чемпион Спартакиады народов СССР 1983
- Обладатель Кубка Литвы: 1992
- Обладатель Кубка Украины: 1992/93

тренер
- Обладатель Кубка Литвы: 2005 (Каунас)
- Серебряный призёр чемпионата Литвы: 2005 (Каунас)
- Бронзовый призёр чемпионата Литвы: 2010 (Жальгирис)
- Лучший тренер года: сезон 2010

## Семья
Женат, ребёнок (31.12.1987 г.р.). Родной брат Олег погиб при аварии теплохода «Адмирал Нахимов». От первой жены сын.